# Тяжилів
Тяжилів — мікрорайон у місті Вінниця розташований у північно-східній частині міста. Колись це було невелике поселення сільського типу, яке з часом приєднали до Вінниці. Назва як села так і району походить від річки Тяжилівка, що протікає поруч. Місцеві її називають "Вонючка", так як туди стікає багато відходів від промислових об'єктів, яких в даному районі дуже багато, і влітку від водойми йде специфічний запах.
Тяжилів славиться своєю злочинністю з 1990-х - 2000-х років, саме тому місцеві називають його "Вінницьке Гетто". Кого не запитаєш у Вінниці, усі скажуть, що туди не варто їхати, особливо ввечері. Мешканці міста Вінниці з інших районів не бажають приїжджати в Тяжилів і навіть побоюються.
У Тяжилові в свій час проживав і працював учителем історії у Вінницькій загальноосвітній школі |-||| ступенів № 27 Вінницької міської ради Андрі́й Олексі́йович Ре́ва — український політик, 5-й Міністр соціальної політики України.

## Історія
ЕКСКУРС В ІСТОРІЮ ТЯЖИЛОВА
Тяжилів належить до числа наймолодших сіл, які виникли на вінницьких околицях. За свідченням історика Юліана Сіцінського, поселення з’явилось 1760 року на міщанських землях як слобода. Це сталося за розпорядженням міського старости Чосновського, у часи урядування якого у 1756—1782 роках вінницьке міщанство було зведено до становища бідняків. Він осадив слободу на міщанських землях і заселив її новоселами- кріпаками. У 70—80 роках вісімнадцятого століття Тяжилів був звичайним старостинським селом.
Наприкінці 70-х років того ж вісімнадцятого століття вінницькі міщани розпочинають боротьбу проти старости Чосновського за повернення собі давніх прав ти привілеїв. Більше десяти років тривали тяжби по різних судах. Тут слід мовити про походження назви Тяжилів. Якщо взяти версію, що назва походить від річки Тяжилівки, або малого Тяжилова, то у видрукованому у Варшаві на початку ХІХ століття «Камераль- ному і топографічному описі Подільської губернії» річка зветься Безіменною. Це вже у двадцяті роки нинішнього століття її назвали Тяжилівкою.
Варто прислухатись до версії історика, провідного архівіста області Олександра Петренка. Землі, на яких Чосновський осадив, тобто заснував, слободу, були спірними між староством та міщанами. За них довгі роки велися судові процеси.
В давній українській мові цивільний судовий процес мав специфічну назву «тяжа». Можливо, що земля, за яку тяжились, тобто судились довгі роки, й дістала назву Тяжилів. Ця версія найбільш, з історико- архівних пропозицій, прийнятна і логічна.
Отож тяжби-суди між Чосновським і міщанами тягнулись довгих десять років. Міщанська громада найняла адвоката Антонія Котовича, завдяки клопотанням якого справу розглянув королівський асесорський суд.
У Варшаві було відшукано давні привілеї королів Владислава IV та Яна Казиміра, і на їх основі прийнято декрети від 11 січня 1787 р. та 11 жовтня 1790 р., якими підтверджувались права та привілеї вінницьких міщан, регламентувалися їхні стосунки зі старостами. Згідно із вказаними документами з території вінницького староства було виділено міщанські землі і підпорядковано їх магістратові.
Тяжилівські селяни від цих нововведень волі не здобули. Оскільки село було осаджене Чосновським на землях, що тепер повертались міщанам, то асесорський суд підпорядкував його міському магістратові, вилучивши Тяжилів з-під старостинської юрисдикції.
Таким чином, вінницькі міщани в один момент перескочили з фактичного стану кріпаків до фактичного стану дворян, і магістрат, і громада відтепер титулувалися «шляхетниками». Після переможного завершення судових тяж-баталій зі старостами, міщани були зобов’язані заплатити Антонію Котовичу гонорар в сумі 50 тисяч злотих. Зрозуміло, що міщанська громада не могла сплатити такої суми, але вихід було знайдено: адвокатові для відшкодування боргу у 1791 році було передано село Тяжилів.
По смерті Антонія Котовича воно дісталось вдові Катерині. Оскільки у Котовичів не було дітей, на
спадщину претендували брат покійного Григорій та діти померлого брата Даніеля. Врешті після судових процесів за право володіння Тяжиловим у 1799 році між Катериною Котович та іншими нащадками Антонія Котовича було прийнято декрет, за яким вдова відмовлялась від своїх прав на село, а рідня Григорія і Данелія зобов’язались сплатити їй 10 тисяч злотих відступного до 25 січня 1801 року.
Однак до вказаного терміну сума не була сплачена. Справу передали до суду. 11 квітня 1801 року Вінницький земельний суд ухвалив виконавчий декрет, згідно з яким Тяжилів передавався у традиційне володіння Катериною Котович. Через чотири дні, 15 квітня, у селі відбулось виїзне засідання суду, на якому складено і затверджено традиційний акт, в якому подано інвентар села, опис фільварку земель та обрахунок прибутків.
В інвентарі подано імена та прізвища домогосподарів (імена інших членів сімей не названо, так як панщина на них не розкладалася).
На той час у Тяжилові мешкали: піддані тяглові поєдинкові, тобто селяни, що мали одну пару тягла (коней чи волів) — Карпо Грабовий, Гнатиха вдова, Лавро Степанців, Степаниха вдова, Іван Волинець, Павло Степанців, Іван — Лаврів брат; піддані піші, котрі не мали ні коней, ні волів — Андрій Петришин, Михайло Худик, Михайло Сєників, Павло Мазур, Микола Кравець, Степан Колесник-осавула, тобто
прикажчик у панському маєтку, Степан — зять Струтонського, Мирон Бугайчик, комірник Короп — безземельний селянин, що не мав навіть власної хати.
Крім селян у Тяжилові мешкала також чиншова шляхта: тяглові Томаш Сідлецький, Ян Ягульський, Андрій Микульський, Василь Лучинський, Ян Крживіцький, Олександр Сливінський, Бартоломій Микульський, Анна — Ленькевичова вдова; піші Петро Незабитевський, Ігнацій Левартович, Ян Гошовський, Матуш Міссецький, Стефан Гембський — намісник, тобто заступник економа маєтку, Маній Гошовський, Юзеф Кржизановський, Бартоломій Стржельбицький, Ян Васильківський, халупник Григір Сташевський безземельний.
Селяни відбували панщину по два дні на тиждень влітку і по одному — взимку. Господарське «літо» тривало від свята «Святого Войцеха» (23 квітня) до «Святого Мартина» (11 листопада), тобто 28 тижнів, а від 11 листопада до 23 квітня тривала «зима»
Простий арифметичний підрахунок свідчить, що селяни відбували 80 днів панщини рівно. Крім того, вони відробляли ще по 12 днів так званих шарварків. Тяглові селяни виконували вказані повинності з конем або волом, а піші, зрозуміло, пішки. Не відробляв панщину комірник, який не мав земельного наділу, а також осавула, який звільнявся від усіх повинностей та данини.
Крім того, селяни садили, поливали і пололи капусту на панському городі. Ця повинність виконувалась згідно з потребами, не лімітувалася і до панщини не входила. Це стосувалося і добової сторожі, яку селяни відбували почергово. Щороку вони пряли з двірського прядива по одному мотку, давали по одній курці і п’ять яєць.
Короткі дані про Тяжилів XVIII століття дає «Камеральний та топографічний опис Подільської губернії», складений губернським землеміром Естером:
«Село Тяжилів, яке належить Вінницькому міському магістрату, має місце розташування низьке і лежить на правому боці протоку Безіменного. У вказаному селі — стара дерев’яна корчма з винокурнею, у якій сидка вина проводиться орендарем на один невеликий котел. Затерні кадки малі, в них затирається по три мірки. Вода, яка використовується на затерні кадки і на трубниці, наливна. З чотирьох таких затерів виходить пінного вина 50 кварт. Використовувані на це хліб і дрова купуються. Усе це перебуває у євреїв в оренді за 800 польських злотих.
Будинки розташовані за звичаєм не регулярно і дещо просторо. Кряж землі чорний, це село оточено з трьох боків орними полями, а з четвертого — Безіменним протоком. Шляхетства, що живе на чужій землі і платить чинш — 18 дворів, чоловічої статі — душ 34, жіночої — 35, підданих дворів — 17, чоловічої статі — душ 40, жіночої 44, євреїв — двір 1, чоловічої статі — душ 3, жіночої — 3».
Наприкінці вісімнадцятого століття безпосереднім власником Тяжилова був Казимір Гутовський — граничний комірник Вінницького повіту, людина поважна і відома не тільки серед місцевої шляхти, а й в подільському краї. Він був братом Людовіки Котович, вдови Даніеля. Будучи посадовою особою, він добре знав, що міщани Вінниці заборгували місцевому старості Потоцькому 33639злотих 10 грошей. Декретом махнівської комісії від 1 листопада 1795 року згадана сума була призначена на відшкодування боргу Прота
Потоцького Людвику Копчинському. Міщанська громада не заплатила боргу, а тому статті її доходу підлягали грошовому податку. Саме цим і скористався Казимир Гутовський. Маючи значний вплив серед місцевого дворянства, він умовив земського підсудка Вінницького повіту Фелікса Обуха приїхати у Тяжилів і накласти на село податок для відшкодування боргу міщан Людовіку Копчинському. Навіть з першого погляду видно, що вказані дії були незаконними, адже село перебувало у заставній посесії спадкоємців Антонія Котовича і до того ж було передане у спадок Катерині Котович. Згідно з Литовським статутом вінницькі міщани не могли порушувати попередніх умов і перешкоджувати Котовичам володіти Тяжиловим. Підсудок Фелікс Обух з’явився 22 квітня 1801 року у Тяжилові і своїм рішенням за відсутності Катерини Котович передав село у власність Людовіку Копчинському. Одразу по цьому граничний комірник Казимир Гутовський наказав вигнати з фільварку за село всю худобу законної власниці. Коні і корова, телята, вівці, кози, гуси, без будь-якого догляду блукали кілька годин.
Не гаючи часу, Катерина Котович написала скарги у всі можливі інстанції. Це досить швидко дало позитивний результат: декретом Вінницького земського суду від 7 червня 1801 року їй було повернуто Тяжилів. Через три роки, 1804-го, у селі з’явився новий господар Ігнацій Дяковський. Маєток був наданий йому у власність міським магістратом на умові відшкодування міщанських боргів Людвіці Котович.
21 березня того ж року Ігнацій Дяковський відпустив Тяжилів у трирічне орендне посідання Михайлові Кулеші за тієї умови, що він заплатить Людвіці Котович 12 квітня 8000 злотих. Обидві сторони у договорі погодили умови оренди і склали пункти контракту:
- 1. Якщо впродовж триріччя будуть внесені 55000 злотих на користь заставного посесора, то орендар повинен відступити від оренди, довівши до кінця повний рік або повних два роки, а юрисдатор зобов’язаний повернути йому неустойку контракту, якщо таке буде.
- 2. Передати посесію села Михайла Кулеша не мав права без попереднього узгодження з праводавцем.
- 3. Посесор зобов’язаний пильнувати впродовж орендного володіння за збереженням цілісності земель.
- 4. Поля, які при передачі села в оренду виявилися б засіяними, по закінченні посесії повинні бути відсіяні в присутності праводавця або його довіреної особи.
- 5. Посесору дозволяється проводити ремонт шляхової корчми, але на суму не більше 400 злотих, які юрисдатор зобов’язується відшкодувати.

Михайло Кулеша виконав умови договору і вступив у володіння маєтком. Однак 1805 року у Тяжилові з’явився новий господар. 25 листопада село було передано, як писалось у тогочасних документах, у традиційну власність Онуфрію Шеньовському з причини невідшкодування йому боргу Ігнацієм Дяковським.
Інвентар, складений при передачі, фіксує в селі 6 тяглових підданих, 8 піших, з яких один осавула, 10 шляхтичів поєдинкових, 10 піших та двоє безземельних. Намісником на той час був Василь Лучник. Він вже виконував і обов’язки соцького. Повинності селян майже нічим не відрізнялись від тих, що були у попередні роки. Лише панщина зросла з 80 днів в рік до 81. А от суми оплати чиншу шляхтою значно  змінилися. Тепер розмір платні залежав від точного розміру та якості земельної ділянки. Так, поєдинкові шляхтичі платили від 36 до 54 злотих чиншу, піші - від 18 до 24, а безземельні —- по 3. Інвентарний документ зазначає, що громадські гроші мають бути використані на відбудову корчми, що завалилася, та кількох селянських хат, яких спіткала така ж доля. Загальна сума річної інтрати (умовний обрахунок в грошах статей доходу) була визначена в 1943 злотих 12 грошей 2 шеляги.
Михайло Кулеша залишався орендним власником Тяжилова і на той час, коли село було передано а борги Онуфрію Шеньовському. Він лише вносив платню, визначену традиційним актом новому власникові. 30 березня 1808 р. М. Кулеша сплатив Шеньовському частину загальної суми, за що той передав йому село у володіння ще на один рік. Таким чином, Михайло Кулеша посідав Тяжилів до кінця березня 1809 року.
Ігнацій Дяковський заборгував 2000 злотих Антонові Нановському, а повернути гроші не поспішав. Нановський, шукаючи справедливості, неодноразово звертався до суду. Врешті його скарги досягли мети і члени Вінницького земельного суду з’їхалися 8 березня 1809 року у село Тяжилів, щоб передати його у традиційне володіння позивачеві. Після нетривалого слухання справи таке рішення було прийняте. Інвентар села, складений зразу після того, майже нічим не відрізнявся від інвентаря села 1805 року. Зазначимо лише, що обов’язки намісника соцького виконував чиновник Ян Ензьор. Прізвище осавули не вказано.
Господарський двір, або фільварок, за ці роки дещо змінив свій вигляд. У документі (інвентар села) подано його опис:
«Входячи до двору — брама з хвірткою з липових дошок, перед помешканням — кабінет. Входячи в сіни — двері прості, без будь-якого окуття, на бігунках. По праву руку, входячи до першого покою — двері такі ж, підлога, троє тафлевих вікон і стеля дерев’яна, звідти двері до другого покою, подвійні на залізних завісах, без жодного замка, а також — дерев’яна стеля, двоє тафлевих вікон, підлога.
Входячи до третього покою — прості двері на бігунках, одне вікно і підлога, коминок, дерев’яна стеля, а звідти — до буфетної, де двері вхідні й другі вихідні, одинарні, прості, кам’яна піч, одне вікно, стеля плетена. З лівого боку — кімната, де мешкає диспозитор. Двері на залізних завісах, одне вікно і кам’яна  піч, кухня і пекарня, до неї — троє дверей на дерев’яних бігунках. Вікон у пекарні двоє, одне з шибок, інше — заплетене. Конюшня з дверима з дошок, по обидва боки — жолоби і драбини, пошита соломою. Обора з шопами на три частини, шопи вкрито м’ятою соломою, шпихлір закиданий заметом, двері до нього — на дерев’яних бігунках, у ньому засіків з дошок і також з підлогою п’ять. Пошитий сніпками.
Йдучи на гумно — двері з дранки з дерева, огороджена з приходу плотом, решта —окопано.
Стодола на стовпах, покрита м’ятою соломою. Льох в току шматом вкиданий і стеля з дерева покладена, одні двері на бігунках. Городів два: один ти двором. а другий - напроти двору, ровом обкопані, корчма...»
Архівні дані свідчать, що Тяжилів з 1790 року став власністю Вінницького магістра - ту. Аж до 1861 року міщани за рахунок села розраховувалися за свої численні борги. Впродовж цього часу змінився не один десяток посідачів матку. Тяжилів був винятковим явищем феодального суспільства, адже ним володів не шляхтич, а міщанська громада.
...Від кінця XVIII століття до 1917 року українці залишалися під владою чужих імперій. Під час цього тривалого періоду царський режим знищив усі прояви національної особливості.
За часів царювання Олександра І (1801 — 1825 рр.) російську присутність на Україні забезпечували військо та адміністрація. У 1830-х роках, за Миколи І (1825—1855 рр.) російська централізована адміністративна система охопила всю Україну. Навіть самої назви «Україна» практично перестали вживати: Лівобережну Україну називали Малоросією, а Південну — Новоросією.
Хоч відлуння французької революції та вторгнення Наполеона І у 1812 р. в Росію, на Україні було слабким, з’явились все ж таки таємні товариства, осередки «декабристів», що спробували здійснити першу в Росії революцію. Одним з таких дворянських революціонерів був Павло Пестель, штаб якого знаходився у Тульчині. Він був одним з п’яти декабристів, страчених царським урядом на шибениці у Петропавлівській фортеці.
У 1830 році на Правобережній Україні вибухнуло антиросійське повстання, очолене польською шляхтою, яке охопило Подільський край, зокрема і Тяжилів, де жила певна кількість населення польської національності. Після придушення повстання у 1831 р. царизм посилив русифікацію Правобережжя.
Жорстока русифікаційна політика, що її проводив генерал Дмитро Бібіков, вдарила і по поляках, і по українцях. Щоб зменшити вплив польської шляхти на суспільство загалом та у місцевому самоврядуванні, зокрема, майно 3000 шляхетських родин було конфісковано, а 340 тисяч осіб позбавлено дворянства та депортовано на схід. Серед них були і мешканці Тяжилова.
Поразка Росії у Кримській війні (1853—1856 рр.) засвідчила значне відставання імперії і змусила Олександра ІІ розпочати соціально-економічні реформи. Найважливішим було скасування у 1861 р. кріпацтва. Це мало велике значення для українців, 42 відсотки якого були кріпаками (проти 35 відсотків у Російській імперії). Інші реформи Олександра ІІ змінили адміністративну (введено земства) та судову системи, зробили доступнішою для народу вищу освіту; запроваджено загальну військову повинність, а час військової служби обмежено до чотирьох - п’яти років. Проголошена 1861 року селянська реформа, яка була проведена царським урядом в інтересах поміщиків, не здійснила сподівань жителів Тяжилова, як і всього простого люду Поділля про землю. Значна частина земель відійшла від селян. Лише в 50 волостях Подільської губернії селяни втратили 186426 десятин. Основні землі і далі зосереджувалися в руках можнов- ладців. До них перейшли громадські ліси, пасовища, водопої. 382 поміщикам губернії належало більше, ніж по тисячі десятин кожному, а такі магнати, як Потоцький, Грохольський, Браницький та інші володіли
десятками тисяч десятин землі. (Десятина - стара російська одиниця земельної площі, яка дорівнює 1,09 гектара, або 2400 квадратних сажнів). Середній наділ для селян становив 2,4 десятини, але за це вони повинні платити великий викуп, який перевищував ціну ділянок землі у 2 — 2,5 рази.
Пореформені роки позначені швидкою диференціацією селянства. Якщо в 1861 році в Подільській губернії з числа колишніх поміщицьких селян з тяглом нараховувалось 37 відсотків господарств, піших — 48, городників — 7, безземельних — 8, то в 1890 році з тяглом було лише 16,8 відсотка, піші становили — 56, 2, городники — 14,5 і безземельні — 12,5 відсотка.
У Вінницькому повіті, до складу якого увійшов Тяжилів, після 1861 року під садибами і вигонами було зайнято 13620 десятин, сінокосами — 55798, лісами — 40154, річками і болотами — 7607, орної землі було 128992 десятини. А всього в повіті нараховувалось 266343 десятини 734 сажні землі.
У 1871 році у Тяжилові було 126 селянських господарств. Село підпорядковувалось Гавришівській волості, куди, крім Тяжилова, входили населені пункти: Телепеньки, Хиженці, Щітки, Сокиринці, Великі і Малі Крушлинці. Пізніше до складу волості увійшло й село Лука-Мелешківська.

В державному архіві області зберігається за 1888 рік табель грошових зборів із селян Тяжилова, зокрема йшло на утримання:
сільського старости — 12 карбованців, збирача податків — 5,поліцейського сотника — 10, наглядача магазину — 5, церковного сторожа — 5, нічних вартових — 5,
на церковно-приходську школу — 10 карбованців.
Через два роки на утримання сільського старости вже виділялось 20 карбованців, поліцейським десятникам також 20, збирачу податків — 10, нічним вартовим 25 карбованців.
В 1901 році під головуванням старости Тяжилова Семена Степанця відбулись сільські сходи громадян, на яких розглядались такі питання: про перевірку списків призовників; про облік грошових внесків на утримання адміністрації села; про видачу селянам позик продовольчого капіталу; про обрання поліцейських десятників на 1902 рік; про забезпечення продовольчих потреб; про розкладку казенних грошових зборів за 1900 рік.
На сільському сході були зачитані списки дворян та інших майнових людей, які мали право бути від Тяжилова присяжними засідателями. Серед них — міщанин Мотель Айзикович Берер, дворянин Микола Осипович Бочковський, купець другої гільдії Франц Янкелевич Волошин, селянин Леон Людвігович Вишневський і дворянин Цезарій Йосипович Вишневський.
Вся тогочасна документація від села—волості—повіту — до губернії велась лише російською мовою. А коріння переслідувань і принижень українського слова сягає глибоких віків, далеких глибин у тверді колоніальних діянь і уявлень. І, мабуть, це велось не без допомоги окремих вірнопідданих землячків, забудькуватих безбатченків. Імперський уряд про це неодноразово нагадував і своїми указами забороняв українську мову.
1863-го року царський міністр освіти Валуєв обґрунтував свій горезвісний циркуляр так:
«Сами малороссияне весьма основательно доказывают, что никакого малороссийского языка нет и быть не может и что наречие их, употребляемое простонародьем, есть тот же русский язык».
Отак і нічого більше. І закінчена дискусія, чи є українська і російська мови, чи, російська з малоросійським наріччям.
У Тяжилівській церковно-приходській школі також домінувала російська мова, навчалось лише 38 дітей селян із 127 на 1896 рік. Решта змалку допомагала батькам по господарству і практично залишалась неписьменною.
До кінця ХІХ століття економічний стан українського села постійно погіршувався. Високий викуп землі, яку оцінено дорожче за дійсну вартість, податки зруйнували селянство. Швидке зростання чисельності населення вимагало нових земель і багато українських селян змушено емігрувати до азійських районів Російської імперії (Зелений Клин, Туркестан, Сибір). Серед них були і вихідці із Тяжилова та інших населених пунктів Гавришівської волості. Станом на 1914 рік близько 2-х мільйонів українців залишилось там на постійне мешкання.
Але така ситуація не перешкоджала Україні бути «житницею Європи». Найбільш далекоглядні поміщики спромоглись перетворити свої маєтки на модернізовані господарства, що забезпечували продукцією всеросійський та закордонний ринки. Правобережна Україна, особливо наш щедрий подільський край, де цукрові буряки були переважаючою культурою, продавала 80 відсотків цукру в Російській імперії.
У ХІХ столітті швидко зростають міста України. Між 1860 і 1897 рр. населення Одеси, тоді найбільшого міста, збільшилось з 113 тисяч до 404 тисяч мешканців, Києва — з 55 тисяч до 248 тисяч, Харкова — з 50 тисяч до 174 тисяч. З 1866 року, коли почала споруджуватись залізниця між Києвом і Одесою, зросло і населення Вінниці. У 1872 року тут проживало 18780, у 1902 р. — 35078, у 1910 р. — 48841. Взагалі ж, у 1897 р. 13 відсотків населення України проживало у 113 центрах, що мали статус міста.
...Збереглися спогади про Вінницю відомого генерала Олексія Олексійовича Брусилова, який 15 серпня 1913 року був призначений командиром дванадцятого армійського корпусу, штаб якого розташувався у нашому місті.
Вінниця справила на генерала О. О. Брусилова і його дружину, Надію Володимирівну, приємне враження. Подружжя у вечірній час любило прогулюватися її тихими  вулицями, відвідували околиці Вінниці: Тяжилів, П’ятничани, Сабарів, Вінницькі Хутори, Слов’янку, бувати на берегах тихоплинного Бугу, стрічатись і розмовляти і міщанами. У своєму щоденнику Олексій Олексійович Брусилов занотовує:
«Вінниця — дуже гарненьке, затишне місто, мальовничо розташоване на горбистих берегах красивої річки (Південний Буг) — чудове поєднання культури і занедбаності одночасно.
Поруч із старосвітськими садибами з садками і городами — театр, який можна перенести в будь-яку столицю, чотириповерховий готель з ліфтом, електрикою, трамвай, водопровід, чудові парні візники. І тут же бокові вулички і провулки, зарослі травою, на яких розгулюють поросята, кури, курчата.
Околиці дуже красиві, багато старовинних польських і українських помість, монастирів і хуторів. Ми з дружиною зразу ж зацікавились цим містом і дуже задоволені, що доля занесла нас до нього.
Вінниця — це останній етап нашого мирного, тихого буття в минулому. Всього рік ми там прожили
до війни. Наш скромний затишний будиночок з садом, улюблені книги, журна- ли, милі люди, що нас оточували, безмежжя зелені, квітів. Прогулянки по полях і містах, світ душевний. У нашій сім’ї збереглися найкращі спогади про людей усіх рангів, стану і національностей. Вінниця була для нас на рубежі, на перевалі і тому зберіглася в пам’яті. А потім — крапка».

Будинок по вулиці 9 січня, в якому жив генерал О. О. Брусилов
Кілька слів про національний склад населення України кінця дев’ятнадцятого століття,
котре характеризує і нашу Вінниччину. У 1897 році 73 відсотки загальної кількості населення України становили, власне, українці. Лише трохи більше 5 відсотків корінного населення проживало у містах, тоді як відповідний показник для росіян, що жили на Україні, становить 38 відсотки, для євреїв — 45 відсотків. Мало українців було і серед інтелігенції: 16 відсотків юристів, 25 — учителів, менше 10 відсотків — письменників та митців. Росіяни у 1897 становили 12 відсотків населення, переважно це були гірники, металурги та адміністративні службовці. Швидко зростала єврейська меншість, що досягла менше 8 відсотків загальної кількості населення (у Російській імперії загалом — 4 відсотки) і домінувала у торгівлі та банківській справі. Поляки, що, як і євреї, мешкали переважно на Правобережній Україні, становили  близько 6,5 відсотків населення.
У Тяжилові у 1897 році українці складали 52 відсотки, поляки — 37, євреї 9, росіяни — 2 відсотки населення.
Мешканці Тяжилова брали участь у російсько-японській, першій с-в 13 іт- овій війнах. А корпус генерала Брусилова стояв на самому російсько-австрійському кордоні.
У липні 1914 року Вінниця сповнилась шумом і гомоном, на брущатці відлунювали солдатські чоботи, гриміли армійські бідарки, іржали коні, чулись стройові пісні, звучали слова команд. Корпус, в складі якого було чимало мешканців подільського краю, вирушив на захід, на війну.
Близько трьох мільйонів українців воювали у складі російської армії. А потім надійшов 1917 рік. 12 березня цар Микола ІІ зрікся престолу. 17 березня у Києві була створена Центральна Рада, головою якої було обрано професора Михайла Грушевського. Його ім’я носить одна із вулиць Вінниці. Рід Михайла Грушевського пов’язаний із Вінниччиною: батьки його матері працювали у селі Сестринівці Козятинського району, дід був священником у місцевому приході.
20 листопада 1917 року своїм третім Універсалом Центральна Рада проголосила Українську Народну Республіку (УНР), до якої входили: Київщина, Чернігівщина, Волинь, Поділля, Полтавщина, Харківщина,
Катеринославщина, Херсонщина та Таврія без Криму. Референдум, тобто воля народу, мала визначити майбутнє інших земель.
Наступали важкі часи політичної нестабільності: добу Української Народної Республіки змінювала добу Гетьманату, а потім доба Директорії. Над Тяжиловим, як і над всією Україною, в двадцятих роках нинішнього століття палали вогняні спалахи битв. Яких тільки вояків не бачили селяни на своїх вулицях: червоних козаків, січових стрільців, німецьких піхотинців, польських легіонерів. Які тільки прапори не майоріли над Тяжиловом: червоні, чорно-малинові, сині, пурпурові, жовто-блакитні, та хіба запам’ятаєш ті кольори, котрі, мов в калейдоскопі, змінювались чи не щодня чи щотижня. Хто тільки тоді не видавав свої інструкції-циркуляри.
21травня 1920 року у Тяжилів надійшла обов’язкова постанова Подільського губернського комісара Е. Колодяжного:
«Мною одержані відомості, що в деяких місцях Поділля населення самовільно для власних потреб рубає ліси і пасе худобу на молодих лісних парослях, чим робить потраву і нищить молодий ліс.
Наказую повітовим комісарам, начальникам міліції, волосним та сільським властям негайно вжити самих рішучих заходів до припинення знищення лісів.
За невиконання цієї постанови та за її порушення винуватці будуть каратися в’язницею до 3-х місяців або штрафом до 30000 гривень.
Ця постанова входить в силу з дня її оголошення».
4 червня 1920 року у Тяжилові на сільському сході була розглянута ще одна постанова Подільського губернського комісара:
«По селах відверто переганяються на самогон жито, кукурудза, цукор та інші продукти, в яких є потреба для армії та самого населення, необхідно вжити самих енергійних заходів для повного знищення засобів
самогону. Про наслідки боротьби доповідати щодня особливими відомостями».
А ось грізне розпорядження сільського ревкому виділити під страхом розстрілу десять підвід для перевезення хліба загонам Червоної Армії. Розпорядження... Розпорядження ... Розпорядження...
Після громадянської війни настав час загоювати рани, нанесені селянам Тяжилова. 21 липня 1923 року відбулись загальні збори пайовиків сільськогосподарського товариства, який був включений у сітку Вінницького районного Господарсоюзу. 34 чоловіки увійшли до його складу. Вступним внеском слугував один пуд жита з кожного члена товариства. Головою товариства обрали Кирила Волинчука.
У січні 1924 року у Тяжилові організувалося сільськогосподарське кредитове товариство на чолі з Олександром Сагайдачним.
У березні цього ж 1924 року була створена комісія під головуванням члена Гавришівської сільської ради Олександра Подоляка, яка ставила за мету ліквідувати неписьменність допризовників та останніх осіб віком до 35 років. Були створені спеціальні ліквідпункти, які знаходились під контролем десятихатників, тобто осіб, відповідальних за грамотність по кожних десяти оселях Тяжилова заняття проводились п’ять разів на тиждень.
У невеликому цегляному будинку знаходилась Тяжилівська початкова школа, в якій було три класних кімнати. Навчалось тут 44 учні. Завідуючим школою був Іван Прокопович.
Оскільки у селі не було приміщення для організації хати-читальні, на сільському сході 12 червня 1926 року було вирішено для цього купити дерев’яний будинок у Вінницькому лісництві. Частину грошей вирішено зібрати у селян, частину попросити, як позику, у Вінницькому райвиконкомі. Завідуючим хатою - читальнею було обрано Тимофія Ягельського, заступником — Петра Уладівського.
На тому сході був прийнятий оригінальний документ, який варто навести повністю:
«Загальні збори громадян Тяжилова 12 червня 1926 року, заслухавши колективну заяву, ухвалили дозволити молоді бути на вулиці до 11 години вечора та до гудка суперфосфатного заводу. Після вищесказаної години за шум і другі бешкети просити сільраду винних притягати до відповідальності».
Невдовзі на це рішення загальних зборів громадян Тяжилова Вінницький окружний прокурор Гарін на підставі артикулу 105 «Положення про судоустрій» просить райвиконком в частині заборони молоді бути присутніми на вулиці після 11 години вечора скасувати через те, що в сучасний момент нема законоположення, які б регулювали час, коли можливо молоді виходити на вулицю».
Отакі цікаві документи зберігаються в обласному державному архіві,
З організацією хати-читальні юнаки і дівчата мали можливість бути присутніми на голосних читках газет, слухати доповіді про поточний момент, лекції про міжнародне становище тощо.
На засіданнях Тяжилівської сільської Ради в тридцятих роках розглядались різноманітні питання. Наведемо деякі з них: звіти про роботу адміністративної, земельної і культурної комісій, про обрання представників з села для участі в засіданні районної податкової комісії, про призов хлопців до лав Червоної Армії, про міжнародні свята 8 березня, першого і другого травня, грошовий свідчить про нагромадження пожежного обозу, про грошовий податок, вибори уповноваженого у районну бурякоспілку, про заснування кооперації, про відвідування учнями школи, про добір насіннєвого фонду, про стягування сільгоспподатку, про призначення опікунів над Марцеліною Сідлецькою, про найняття пастуха, про розподіл землі, про кандидатів в народні засідателі, про перевибори старшого і молодшого судових виконавців тощо. Головами сільської Ради обирались Карпо Бугайчук, Микола Кравчук, Кирило Волинчук та інші.
Комітет незаможних селян у Тяжилові нараховував 57 осіб: селян — 50, робітників — 4, службовців — 3.3 них українців — 40, росіян — 3, поляків — 14. письменних — 47, неграмотних — 10. Головою комітету обрали Федора Волинчука.
13 січня 1928 року було зареєстровано товариство «Березень», ініціаторами заснування якого були брати Іван та Григорій Васильківські. Тоді був створений так званий «гурток по оббиванню чистосортного насіння та культурних трав» у складі 49 осіб.
На об’єднаному засіданні сільської Ради та комітету незаможних селян під головуванням Миколи Кравчука та Федора Волинчука 21 червня 1929 року розглядались такі питання, про проект постанови Центрального виконавчого комітету СРСР про загальні засади землекористування та землевпорядкування, про організацію торф’яного товариства, контрактацію хліба, відзначення свята Міжнародного дня кооперації 7 та 8 липня, створення комісії сприяння реалізації позики індустріалізації, про вибори будівельної комісії, підготовку до осінньої посівної компанії. Власників Петришина та орендарів млинів, крупорушок, просорушок, вітряних млинів та олійниць зобов’язано з’явитись у Вінницький райвиконком для придбання документів звітності. На засіданні були обрані делегати на районну конференцію бідняцької, батрацької, середняцької молоді.
Тяжилівське товариство спільного обробітку землі «Нове жита» було зареєстроване 18 лютого 1930 року. Його засновниками були Лаврентій Васильківський, Іван Кравчук, Гнат Будземський.
За ініціативою громадян Тяжилова Корпія Богайчука, Антона Грабового, Франца Сідлецького, Гната, Емілії Кравчук, Михайла, Ганни Кравчук, Гната Грабового та інших селян 3 квітня 1930 року рішенням техради за № 8 при Вінницькому райвиконкомі товариство спільного обробітку землі перереєстроване в сільськогосподарську артіль «Нове життя» і занесено в реєстр Вінницького райвиконкому за № 240. Першим головою сільгоспартілі було обрано Семена Кравчука. В артіль, тобто в колгосп, записалось, а тут діяв відповідний жорсткий примус з боку райпарткому і райвиконкому, 242 мешканців Тяжилова, що складало 124 господарства. З них — 5 — батрацьких, 20 — бідняцьких, 69 — середняцьких, 30 — службовців.
З 242 членів колгоспу чоловіки віком від 16 до 55 років складали 102 особи, підлітків від 12 до 16 років — 23, жінок від 16 до 50 років — 119. Крім того, 174 особи — діти та непрацездатні. На відхідництві — у Вінницькій машино-тракторній станції (МТС) працювало 40 мешканців Тяжилова. Партійний осередок складався із 6 членів КП(б)У. В селі був лише один комсомолець.
На озброєнні новоствореного колгоспу знаходилось 15 плугів, 8 борон, 15 культиваторів, 3 сівалки, 1 жатка-самоскидка. Було усуспільнено 42 коней, 32 свиноматки. Орної землі нараховувалось 246 гектарів. З них під цукровими буряками було 78,5 гектарів, кормовими коренеплодами — 15.5, кормовими травами — 42, парниками — 17,5, картоплею — 10 гектарів.
На 10 лютого 1931 року в сільгоспартілі «Нове життя», яку очолив Антон Грабовий, нараховувалось 510 гектарів землі. Крім цукрових буряків, кормових трав, картоплі, парникового господарства були уже посіви пшениці, жита, ячменю, проса. Правління колгоспу надіслало у Харків (тодішню столицю України) на адресу ЦК КП(б)У  — тов. Косіору, Наркомзему — тов. Демченку, Укрколгоспцентру — тов. Мусульбасу, редакції газети «Комуніст» рапорт про будівництво у Тяжилові стайні та тваринницьких ферм та про участь у Всеукраїнському міжколгоспному конкурсі. Розкуркулення і примусова колективізація у 1927—1932 рр. викликали на Україні стихійний опір селянства, для придушення якого партія вислала на село 30 тисяч «активістів». Зокрема, такі заворушення на Вінниччині були зареєстровані у Плисківському, Іллінецькому, Ямпільському. Тульчинському та інших районах.
Завданням армії «активістів» було відібрати у селян усі запаси урожаю та примушувати працювати у колгоспах. Представники сталінської Москви — В’ячеслав Молотов і Лазар Каганович звинуватили 6-9 липня 1932 р. на пленумі ЦК КП(б)У керівників Компартії та Раду Народних Комісарів України у провалі сільського господарства і колективізації.
З ініціативи ЦК ВКП(б) і Раднаркому СРСР був виданий 7 серпня 1932 р. горезвісний закон «Про охорону соціалістичної власності», який за «присвоєння» селянами навіть жмені зерна з колгоспного поля карав розстрілом або концтабором. Після збору врожаю 1932 року у селян був забраний весь хліб. Внаслідок цих репресій на Україні штучно зроблений московською владою голод, в результаті якого по селах і малих містах України вимерло до 8 мільйонів людей. Голод не обминув жодного села у Вінницькій області. Учитель-пенсіонер з Гавришівки, Марко Григорович Марценюк, який будучи учнем початкової школи у 1932 році, врятувався від голодомору тим, що став працювати на «беконці». Так називався радгосп Вінницького м’ясокомбінату, який розташувався між Тяжиловим і Гавришівкою. Там була робота така, як і в колгоспі — виполювати бур’ян, але їсти давали тричі на день.
— Я часто бував тоді у свої приятелів у Тяжилові — згадував Марко Григорович — Всі голодували. У багатьох моїх ровесників корів забрали за несплату податків ще взимку, жодного окрайця хліба не було вдома. Підлітками пішли працювати в колгосп, бо для тих, хто там працював, варили «фармугу», — ріденьку воду з борошном. Отак на цій «фармузі» якось виживали. Одного дня ми підійшли до їдальні, колишньої дячкової хати, і побачили на призьбі діда. В нього були довгі сиві, аж білі вуса, невелика також сива борода і пронизливо сірі очі. Він нам сказав, що добирається до своїх братів і сестер-західняків. Сам він кобзар, Лукашем Пащенко кличуть. А кобзу його розбили біля Турбова двоє охоронців, бо скочив на горохове поле, трохи цвіту поїсти. Вишмагали діда нагаями, а кобзу кіньми потоптали червонопикі охоронці. Вечором дід виконував козацькі думи. Коли співав, уявно грав на кобзі. Ліва рука вище на грифові, а правою, наче струни пощіпував. А потім, коли дорослих нікого не було, а лише ми, підлітки, біля кобзаря отаборились, він заспівав таку пісню:
Сидить в Москві батько Сосо
На Вкраїні — голо й босо
Нема хліба, нема сала,
Банда Сосо все забрала,
їжте, люди, лушпайки
Славте Сосо на віки.
На все життя я запам’ятав то пісню, бо дуже справедлива вона. В той страшний 1933 рік скільки моїх ровесників з Гавришівки, Тяжилова, інших сіл Вінницького району зосталось спати вічним сном на сільських цвинтарях. Не порахувати.
Не обминули окремих тяжилівських громадян і репресії у 1937—1938 рр. А червневим світанком 1941 року в кожну сільську оселю постукала Велика Вітчизняна війна. 22 липня 1941 року Тяжилів був окупований фашистськими загарбниками, а 15 березня 1944 року Червона армія звільнила село від гітлерівців. Збитки, завдані Тяжилову окупантами, складали 27906 карбованців у довоєнних цінах.
Після визволення у березні 1944 року у Тяжилові проживало 596 громадян. 187 зних трудилось у колгоспному виробництві, 235 — на транспорті, в промисловості, але жили у селі. Колгосп замість старої назви «Нове життя» одержав ім’я Максима Горького, а потім — «Україна».
Ледь зійшов сніг, хлібороби посіяли ярину, відремонтували корівник, стайню, зернотік, теплиці. Поступово налагоджувалось мирне життя. Першого вересня 1944 року гостинно відкрила двері відремонтована Тяжилівська початкова школа, яка знаходилась у двох цегляних приміщеннях. Чотири педагоги повели дорогою до знань 77 хлопчиків і дівчаток.
В колгоспі було створено дві рільничих і одна городня бриніли, які господарювали на 608 гектарах землі.
З них — орна складала 498 гектарів, під луками і пасовищами -29 гектарів. В господарстві працювало 225 чоловік, які виробили 29447 трудоднів.
Влітку 1945 року хлібороби зібрали перший повоєнний урожай. Мізерні були результати: неякісне насіння, не довелось внести під урожай ні органічних, ні мінеральних добрив, не було механізмів для обробітку. Зібрали на кожному гектарі про три центнери ячменю, вівса — 5,9, проса — 5,2, гречки — 2,4, кукурудзи — 2,9, гороху - 3,4, соняшнику — 3,2, капусти — 5, огірків — 2, картоплі — 45 центнерів з гектару. Але сільські трудівники Тяжилова вірили, що подолають труднощі, і хлібна нива щиро віддячить. Так воно і сталось в подальші роки. На перше січня 1946 року у Тяжилові нараховувалось 213 дворів, у яких проживало 641 чоловік. Чоловіків віком від 16 до 60 років нараховувалось 99 осіб, жінок (від 16 до 55 років) — 182, підлітків (від 12 до 16) — 38. Решта — діти, бабусі і дідусі. Працездатних в колгоспі імені Горького нараховувалось 191 чоловік, а в промисловості, на транспорті у Вінниці працювало 137 мешканців Тяжилова.
В січні 1946 року неподалік від Тяжилова розпочалось спорудження Вінницького інструментального заводу. Для будівництва цього потужного підприємства рішенням виконкому Вінницької міської ради депутатів трудящих від 12 січня 1946 року була виділена земельна ділянка біля Тяжилівського шосе площею 4.86 гектарів. Заводу було передано приміщення бази облспоживспілки. Для спорудження житлових будинків для робітників інструментальників була відведена ділянка площею 7,7 гектарів біля Тяжилівського шосе, відлучивши цю площу від  міських земель.
Чимало мешканців Тяжилова, переважно юнаки та дівчата, інструментального заводу. прийшли працювати на інструментальний завод. Обласна газета
«Вінницька правда» у номері від 13 січня 1951 року розповідала:
«Кілька років назад прийшла із села Тяжилів на завод молода дівчина Віра Худик. Радісно зустрів її заводський колектив, оточив увагою і турботою. Незабаром Віра проявила себе добросовісною робітницею. Вона однією з перших перейшла на обслуговування кількох верстатів.
Тепер на заводі всі добре знають одну з найкращих стахановок-багатоверстатниць, передовика виробництва Віру Худик. У півтора і більше разів вона перевиконує виробничі завдання, дає продукцію високої якості».
У минулому році у Хмельницькому видавництві «Поділля» вийшла у світ глибоко змістовна, аргументована, художньо-публіцистична книга історичних нарисів (1946—1996 рр.) заслуженого  машинобудівника України Леоніда Григоровича Степового «Вінницький інструментальний завод».   Добре впорядковані, з використанням документів, достовірних фактів і адресовані широкому загалу читачів історичні нариси, викличуть живу і непідробну цікавість не тільки інженерно-технічних працівників, робітників заводу, але й краєзнавців, журналістів, науковців, студентів технічних вузів, всіх тих, хто вивчає історію повоєнного розвитку інструментальної галузі.
...Йшли роки. Поступово оновлювався Тяжилів. 21 жовтня 1967 року Рада Міністрів України за № 1170 прийняла розпорядження такого змісту:
«З метою впорядкування забудови і благоустрою міста Вінниці та ліквідації недоліків у землекористуванні колгоспів, прийняти пропозицію Вінницького облвиконкому, підтриману Міністерством сільського господарства УРСР, про передачу до складу земель міста Вінниці та окремих організацій і підприємств 626,6 гектарів землі із земель колгоспів Вінницького району (за згодою загальних зборів членів колгоспу).
Організаціям і підприємствам оплатити колгоспам вартість колгоспних приміщень, споруд, багаторічних насаджень, що знаходяться на ділянках, які їх передаються, за оцінкою, що буде визначена комісією Вінницького райвиконкому, а також оплатити податки, зв’язані з передачею земель».
Заступник Голови Ради Міністрів УРСР Н. Кальченко.
Виконуючи розпорядження Ради Міністрів УРСР, виконком обласної Ради народних депутатів ухвалив 16 травня 1968 року рішення за № 268: «Про передачу соціально- культурних, побутових і торгівельних установ колишніх сіл Сабарова, Тяжилова і частини Вінницьких Хуторів в адміністративне підпорядкування Вінницького міськвиконкому».
На виконання розпорядження Ради Міністрів УРСР від 21.Х.1967 р. № 1170-р виконком Вінницької обласної Ради депутатів трудящих провів відповідну роботу по виявленню соціально-культурних, побутових, торговельних установ, об’єктів колгоспно-кооперативної власності і земель, які підлягають передачі в адміністративне підпорядкування виконкому міської Ради депутатів трудящих. З метою недопущення погіршення нормальної роботи по обслуговуванню населення у вказаних вище селах виконком обласної Ради депутатів трудящих вирішив:
Передати безоплатно в адміністративне підпорядкування виконкому Вінницької міської Ради депутатів трудящих будівлі, які знаходяться на території с. Тяжилова— восьмирічну школу, бібліотеку і фельдшерський пункт.
Прийняти до відома, що облспоживспілка прийняла від колгоспу «Україна» с. Тяжилова бригадне подвір’я під будівництво заводу «Буддеталь» зі всіма будівлями площею 5 гектарів, вартістю 30 тисяч карбованців і повністю розрахувалися.
Голова виконкому В. Таратута
Секретар виконкому Г. Косаківський».
30 травня 1968 року на засіданні Вінницького міськвиконкому було прийнято рішення за № 364
«Про прийняття соціально-культурних, побутових і торгівельних установ колишніх сіл Сабарова, Тяжилова і частини Вінницьких Хуторів в адміністративне підпорядкування міськвиконкому». У ньому на додачу до рішення облвиконкому щодо восьмирічної школи, бібліотеки, фельдшерського пункту, бригадного подвір’я було вирішено підпорядкувати майстерні комбінату побутового обслуговування с. Тяжилова міській фабриці, виділити кімнати для громадських організацій мікрорайону, забезпечити надійний телефонний зв’язок. На цьому ж засіданні міськвиконкому за № 365 прийнято рішення «Про перейменування вулиць колишніх сіл Тяжилова, Сабарова та частини Вінницьких Хуторів».
Згідно цього рішення у Тяжилові замість старих назв з’явились вулиці імені Фабріціуса, Ватутіна, Якіра, Чубаря, Ігоря Савченка, Садовського, Гната Мороза (робітника взуттєвої фабрики — одного з керівників Вінницької більшовицької організації у 1917 році).
У 1972 році у зв’язку з організацією районів у місті Вінниці Тяжилівський мікрорайон увійшов до складу Замостянського району.
...Від невеликого села, вотчини польських землевласників, до структурного підрозділу обласного центру з налагодженою соціальної інфраструктурою, промислово-будівельним потенціалом, житловим комплексом, транспортним і телефонним зв’язком пройшов Тяжилів за 237 років свого існування.
— Ще у п’ятдесяті роки за спогадами старожилів Тяжилів був звичайнісіньким селом з брудними вулицями, особливо у весняну і осінню пору, — говорить директор торговельної фірми «Мрія-люкс» Валентина Михайлівна Криворучко, — А уже за моєї пам’яті він став ошатним мікрорайоном. Скільки новобудов з'явилося за останні десятиріччя, нових установ, підприємств, торговельних баз. Приваблюють житлові квартали, красуня — середня школа, Палац культури і техніки «Іскра» наших добрих сусідів - інструментальників. Тролейбусний і автобусний зв’язок дозволяє оперативно дістатись до центру Вінниці. Багато доброго робить для мешканців нашого мікрорайону виконавча влада і особисто Дмитро Володимирович Дворкіс. У свій час у місцевій поліклініці вісім років працювала лікарем-стоматологом його дружина Інна Миколаївна, про душевну щирість якої, золоті її руки тяжилівчани говорять завше з великою любов'ю і вдячністю. З ініціативи Дмитра Володимировича Дворкіса незабаром наше реконструйоване Тяжилівське озеро стане улюбленим місцем дозвілля і відпочинку громадян. Знаємо з повідомлень преси, що виконком міської Ради народних депутатів разом з управлінням міського господарства оголосили конкурс між організаціями та підприємствами по створенню альтернативної ЖЕК у служби управління і ремонту обслуговування житла та надання послуг в мікрорайоні Тяжилів. Всі мешканці Тяжилова з піднесенням зустріли таке повідомлення. Разом зі своїм заступником Валентином Михайловичем Білим, який є куратором торговельної галузі у місті, Дмитро Володимирович Дворкіс, буваючи в Тяжилові, ніколи не обминають «Мрії». Він завше люб’язно порозмовляє з продавцями і покупцями, дасть цінні поради, а, при потребі, і надасть практичну допомогу. Весь наш колектив щиро вдячний меру Вінниці за його тактовність і чуйність, розуміння наших нелегких торговельних проблем і завжди чекає його ділових візитів.
Відомий український поет і драматург, наш земляк Олександр Левада, котрий у тридцяті  роки навчався у Вінницькому педагогічному інституті, а нині живе і працює у Києві, не так давно побував у місті своєї студентської юності. Крім центральних районів, відвідав і колишні околиці — Тяжилів, Сабарів, Вінницькі Хутори, Слов’янку, П’ятничани, Хутір Шевченка. Саме тоді народились прекрасні рядки про наше місто:
Ніби матері рідну мову,
Ніби милої пісню в гаю,
Пізнаю тебе, Вінниця, знову,
Свою молодість знов пізнаю.
Гей, ніхто вже кривить не стане
На подільське містечко грузьке.
Розкажи ж мені, місто кохане,
Як це сталося, чудо таке!
Розкажи, розкажи мені, місто,
Як зростали будинків рої,
Як дерева разками намиста
Уквітчали квартали твої...

МАГАЗИН НАЗВАЛИ ІМ'ЯМ СЛАВНИМ «МРІЯ»
Багато років мріяли мешканці Тяжилова, що і для них буде збудовано просторий і світлий магазин, який би відповідав цивілізованим нормам обслуговування покупців. Адже магазин № 32 по вулиці Ватутіна знаходився у пристосованій на першому поверсі для торгівлі трикімнатній квартирі п’ятиповерхового будинку інструментального заводу. Зрозуміло, незручностей було чимало: тіснота, обмеженість асортименту продуктів, тьмяне освітлення, відсутність складських приміщень тощо.
Отож дійсно у 1966 році мешканці Тяжилова отримали справжній дарунок — новий магазин № 108. Завідуючим його був призначений Вадим Вікторович Клочковський, який шість років до цього очолював магазин № 32.
— Вирішили ми своєму торговельному підприємству дати милозвучну назву, — згадує Вадим Вікторович. — та й жителі Тяжилова висловлювали такі побажання. Були різні пропозиції — «пролісок»,
«ромашка», «мальва», «троянда». Але ми були одностайні у назві «мрія», бо дійсно, всі — і торговельні працівники, і жителі мріяли про новий магазин, і ця мрія стала дійсністю. Отож уже тридцять років в’їзд у Тяжилів відкриває магазин «Мрія». І кожний має можливість тут придбати необхідні продовольчі товари. І мені приємно, як людині з сорокарічним стажем торговельного працівника, що нині цей магазин став ще привабливішим, охайнішим, із великим асортиментом необхідних продуктів на будь-який смак. В цьому велика заслуга директора Валентини Михайлівни Криворучко і всього колективу.
У «Тлумачному словнику української мови» зазначається, що «Мрія — це предмет бажань, прагнень».
Саме таке визначення цілком відповідає реалізації прагнень мешканців мікрорайону Тяжилів стосовно шанованого усіма торговельного підприємства.
Тоді у 1966-му. Вадим Вікторович Клочковський одержав «Паспорт-дозвіл № 00908 на експлуатацію магазину № 108 другого Вінницького харчоторгу Міністерства торгівлі УРСР».
В цьому документі стверджується, що «магазин побудований в 1966 році, знаходиться на першому поверсі п’ятиповерхового будинку із загальною площею 955 квадратних метри. Магазин має центральне водяне опалення, яке обладнане з врахуванням протипожежних розробок. Для включення і виключення електроенергії є загальний рубильник всередині магазину.
Магазин обладнаний первинними засобами пожежогасіння (вогнегасниками, лопатами, відрами, гаками). Є телефон для виклику пожежних команд. Обладнаний охоронно-пожежного сигналізацією із підключенням на пульт централізованої охорони, який обслуговується інженерами позавідомчої охорони при
Замостянському райвідділі внутрішніх справ.
Зовнішні вікна обладнані металевими гратами. Двері, люки, вікна заблоковані охоронно-пожежною сигналізацією. Двері закриваються на внутрішні і навісні замки.
Інкасація виручки із магазину проводиться працівниками Держбанку. В магазині два сейфи, заблоковані охоронною сигналізацією.
В робочий час магазин охороняють його працівники, а після закриття — пультом № 2 позавідомчої охорони при Вінницькому міському відділу внутрішніх справ».
.. З перших днів роботи у новому магазині Вадим Вікторович Клочковський почав налагоджувати торговельне господарство. Якщо у продовольчому магазині № 32, яким він до цього завідував, корисна площа складала якихось 60 з лишком квадратних метрів, то у «Мрії» вона згідно паспорту нараховувала 955. Тут вже була можливість створити нові відділи, розширити асортимент продовольчих товарів, а головне — підібрати сумлінних працівників, котрі могли б оперативно, якісно, чемно обслуговувати громадян цього великого мікрорайону обласного центру.
Досвід торговельного працівника у В. В. Клочковського був уже немалий. Ще в дитячі роки він часто забігав до крамниці у своєму прибузькому селі Стрільчинці Немирівськото району і спостерігав, як вусатий дядько Герасим клацав кістяшками рахівниці і вправно торгував оселедцями, сорочками, консервами, брошками, намистом, чорнилом, цукерками-подушечками, спідницями, милом, цигарками, дьогтем, ма- нуфактурою, зошитами, книжками, голками, костюмами, нитками, галками, хустками, хусточками, кирзовими чобітьми, парусиновими туфлями, валянками.

З того часу, як у Тяжилові з'явився магазин «Мрія« проминуло понад тридцять років. тридцять зим, тридцяті, весен, тридцять літ, тридцять осеней.
Багатий подіями літопис Вінниччини, нашого кучерявого краю, у тому вже далекому 1966-му. Але для мешканців тодішнього села Тяжилова той рік був пам'ятним двома подіями — відкриттям магазину, сучасного і просторного, і закінченням будівництва тролейбусної лінії, яка зв’язала цей житловий масив із центральними магістралями Вінниці.— Як ми тоді раділи, коли цей магазин відкрився. Це було для нас справжнє свято, — говорить пенсіонерка, корінна мешканка Тяжилова Олександра Семенівна Петришина. — Уже не в тісній комірчині купляли хліб, сіль, чай та інші продукти. А раніше, якщо треба якусь гарну ковбасу купити, чи голландського сиру, чи то на Паску, чи на Різдво, чи на весілля, чи на проводи хлопців сільських в армію, йшли пішки у місто, на базар. А це нелегко було ноги бити, та й дороги тоді були які важкі, асфальту й клапотя не видно, а як осінь прийде — і галоші в багні загубиш. А тепер і магазин гарний, і на тролейбусі до центру доберешся. Я виросла тут у Тяжилові. І рада, що моя дочка Палія, вона по чоловікові Дізанова пишається, теж працює у цьому магазині, хоч і на пенсії знаходиться. Вже тридцять років на одному місці А зараз дочка каже, що колектив ще більш гарний став, бо його так директор, Валентина Михайлівна, дай їй Боже, здоров’я і дов- гих літ життя, об’єднала. Вона для всіх, як мати рідна, хоч і молода роками, але дуже розумна і добра. Та й всі у Тяжилові про неї самі хороші слова говорять.
І дійсно, Валентина Михайлівна заслужила цих добрих слів людської зичливості і поваги працею своєю повсякденною, i чемністю, і розумом, і привітністю, і тим, що так віддана улюбленій справі. І серце своє вона сповна віддає добрим людям. Бо так ненька з татом навчили змалку Мешканка Тяжилова Олександра Семенівна Петришина говорила ці гарні слова про Валентину Михайлівну Криворучко та її славних, згуртованих колег від усього серця. По-селянські щиро, відверто, приязно. Бо завдяки таким керівникам, як директор торгово-виробничої фірми «Мрія-люкс», оновлюється, роз- квітає Тяжилів — у минулому невелике село, що розташувалось край битої і давньої чумацької дороги на Турбів— Погребище—Новий Фастів—Білу Церкву— Київ.

## Інфраструктура
Тролейбусні маршути номер 1, 4, 7. Маршрутні таксі — 3А, 3Б, 17А, 17Б, 20А. Муніципальні автобуси — 17. [Архівовано 15 серпня 2020 у Wayback Machine.]
У мікрорайоні Тяжилів розташована автостанція «Східна» («Вінниця 3»), звідки відправляються автобуси в напрямку Турбова, Липовця, Погребища, Оратова, Іллінців, Дашева та інших населених пунктів.
У Тяжилові розташовані супермаркети мережі АТБ-Маркет, «Мегасмак», та невеликий продовольчий ринок.
Тут розташовані декілька закладів навчання, а саме школа №27 та декілька садочків.
Наявний будинок культури, православний храми, римо-католицький костел.
У Тяжилові присутні як багатоквартирні (2,5,9 або 10 поверхів) будинки так і одно- або двоповерхові приватні забудови.
Данний мікрорайон має дві облагороджених набережних, що дають змогу мешканцям культурно відпочивати.

## Галерея

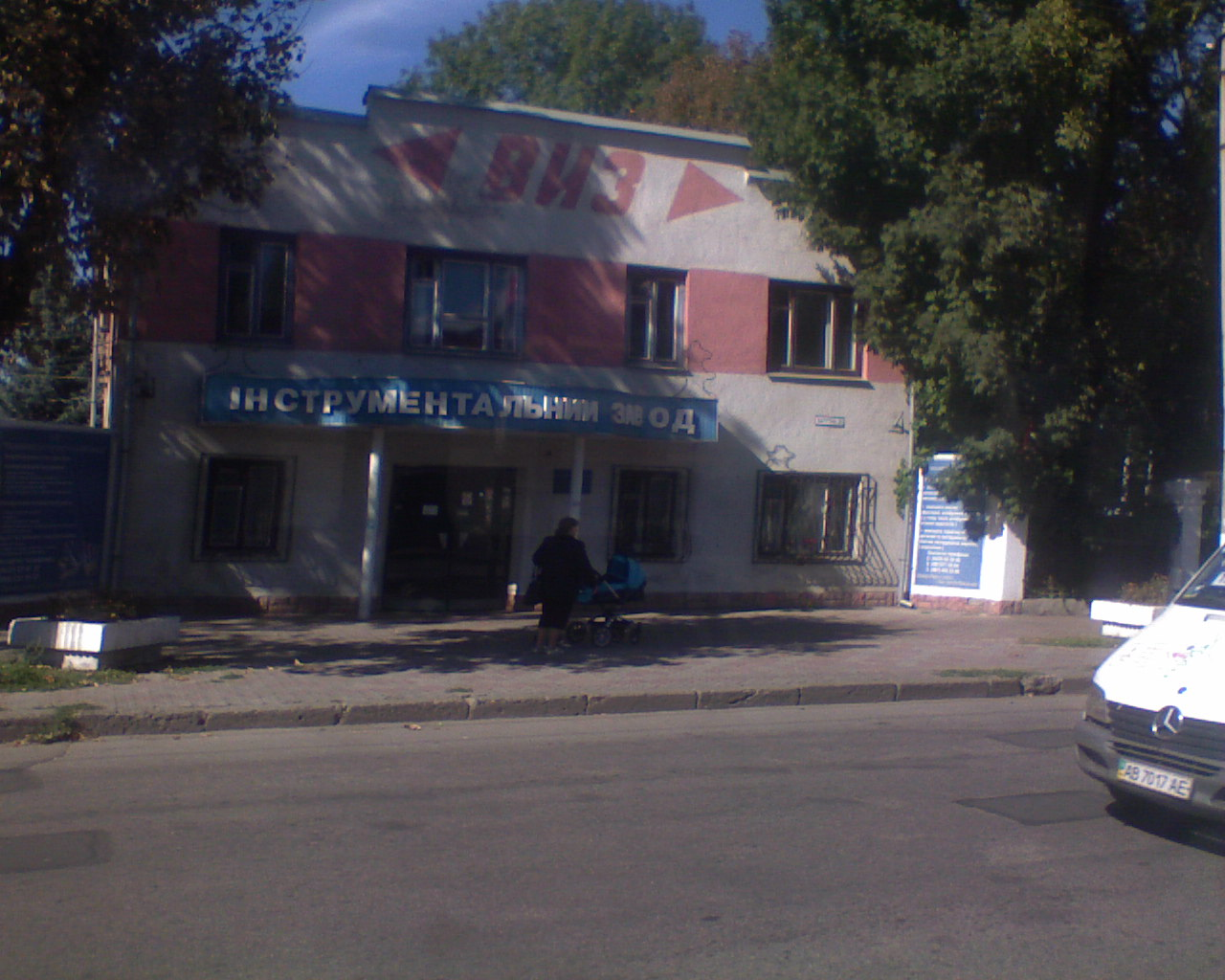
Інструментальний завод
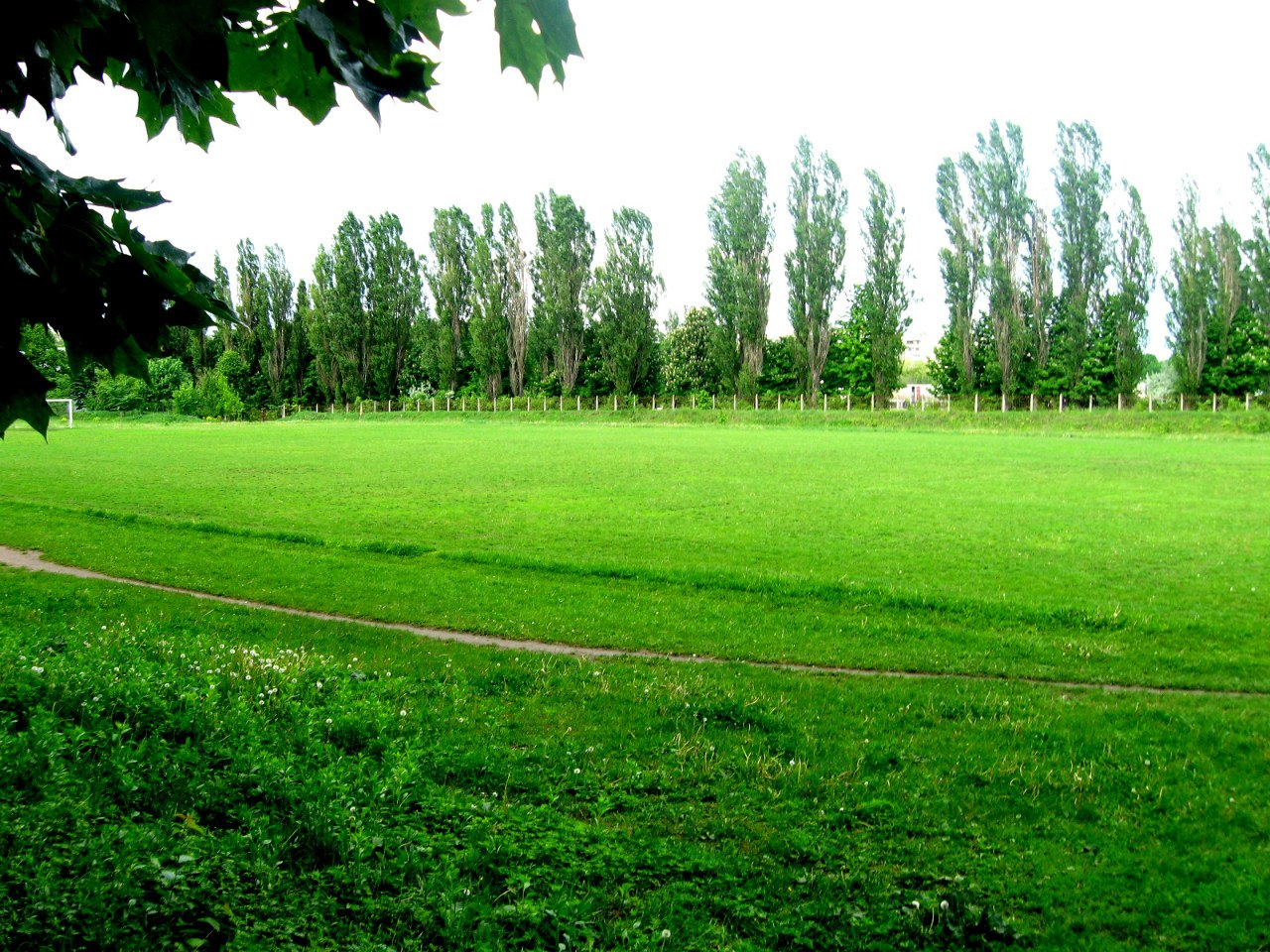
Стадіон "Інтеграл"
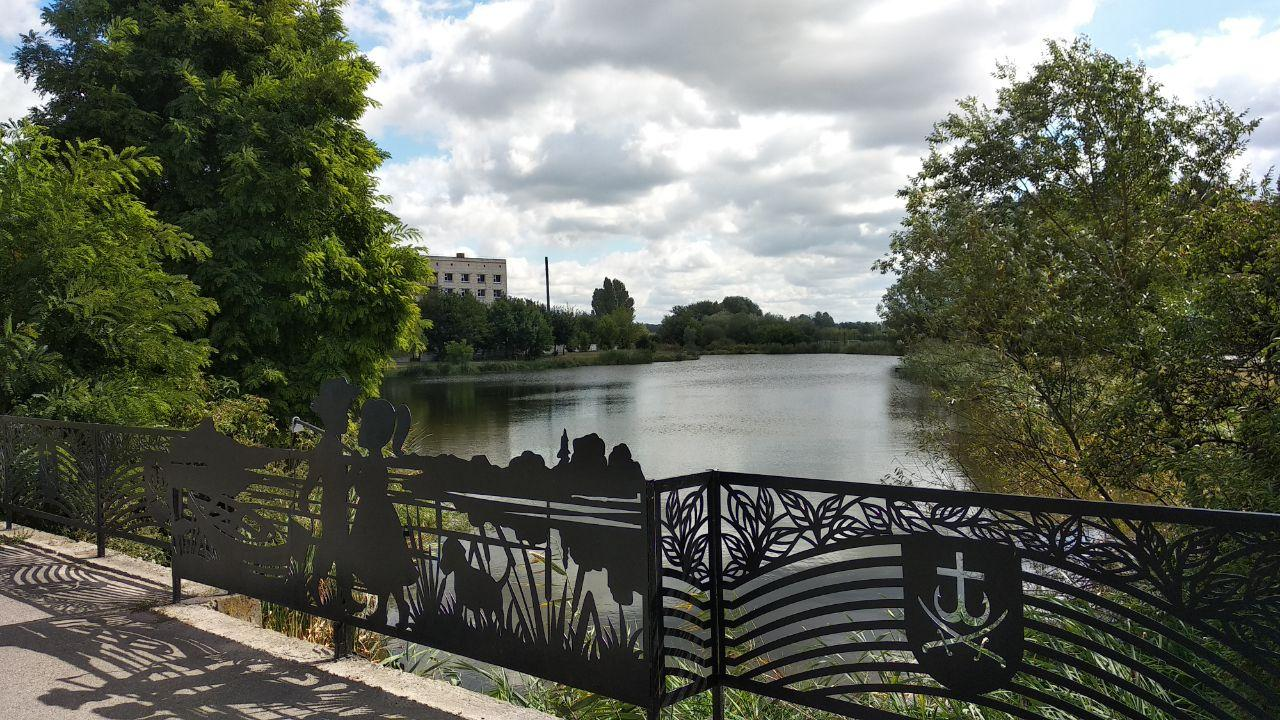
Родинне озеро (біля зуп. "вул. Лугова")
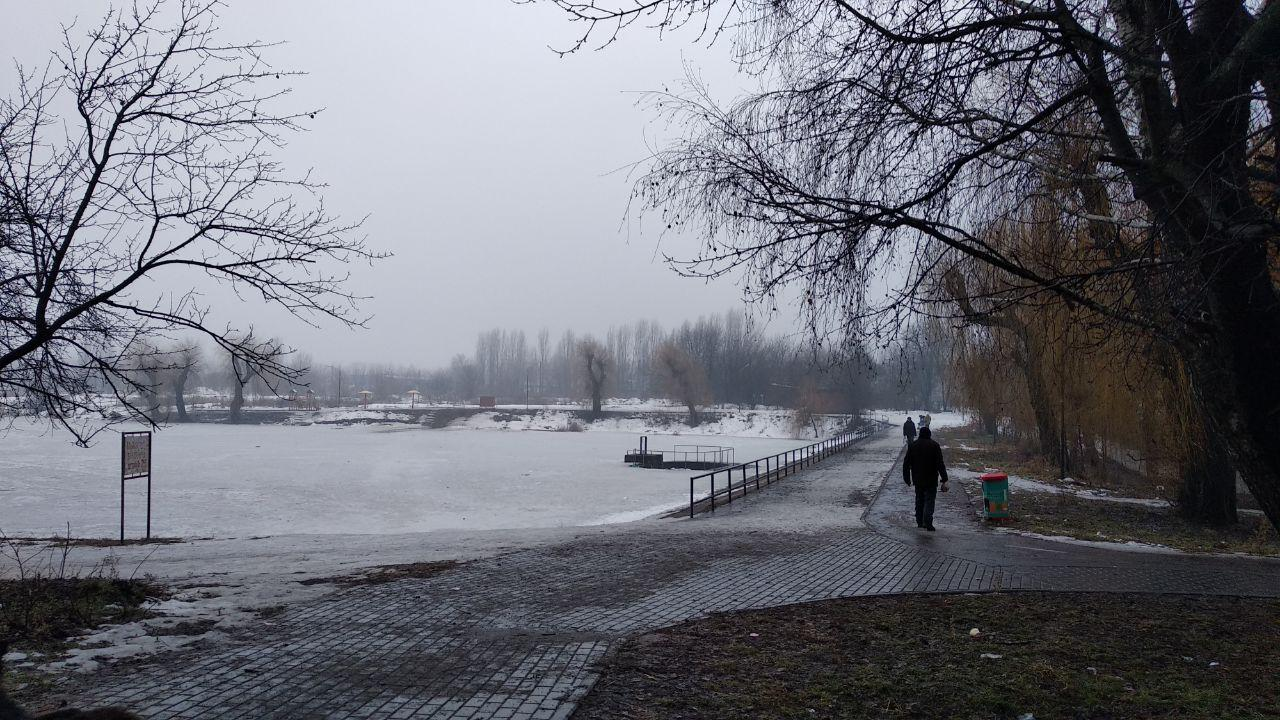
Озеро (біля Автовокзалу "Східний")